# Carex misandra
Espèce
Classification APG III (2009)
Carex misandra (ou laîche à étamines) est une espèce de laîche appartenant à la famille des Cyperaceae découverte à l'île Melville, que l'on rencontre dans les régions arctiques de l'hémisphère nord, dans le bouclier boréal, notamment en Alaska, au nord du Canada, au Groenland et à l'île de Spitzberg.

## Habitat
Cette plante apprécie les promontoires rocheux.

## Synonyme
- Carex fuliginosa Schkuhr ssp. misandra (R.Br.) Nyman